# Vaudémont (Frankrijk)
Vaudémont is een gemeente in het Franse departement Meurthe-et-Moselle (regio Grand Est) en telt 81 inwoners (2009). De plaats maakt deel uit van het arrondissement Nancy.
In gemeente is het klooster Notre-Dame de Sion van de oblaten.

## Historie
Zie graafschap Vaudémont

## Geografie
De oppervlakte van Vaudémont bedraagt 5,9 km², de bevolkingsdichtheid is dus 13,7 inwoners per km². De heuvelrug van Sion-Vaudémont is ongeveer 5 km lang en bereikt een hoogte van 545 m. De heuvelrug steekt tussen 200 en 240 m uit boven de omgeving.
De onderstaande kaart toont de ligging van Vaudémont (Frankrijk) met de belangrijkste infrastructuur en aangrenzende gemeenten.

## Demografie
Onderstaande figuur toont het verloop van het inwonertal (bron: INSEE-tellingen).